# جيمس أونيل (سياسي أمريكي)
جيمس أونيل (بالإنجليزية: James O'Neill)‏ هو سياسي أمريكي، ولد في 1824 في داونيسبورغ في الولايات المتحدة، وتوفي في 1913. حزبياً، نشط في الحزب الجمهوري.